# Championnat du Paraguay de football 1920
Navigation
Édition précédente Édition suivante
La 14e édition du championnat du Paraguay de football est remportée par le Club Libertad. C’est le troisième titre de champion du club. Libertad l’emporte avec 1 point d’avance sur Club Olimpia. Club Cerro Porteño complète le podium. 
Comme souvent pour les saisons du championnat amateur, les résultats complets ne sont pas connus. 
La deuxième division est remportée par l’équipe réserve de Cerro Porteño. La fédération paraguayenne décide alors de réserver la deuxième division aux clubs qui ne sont pas déjà présents dans l’élite. C’est le Club Atlético Triunfo qui se voit attribuer une place en première division.

## Les clubs de l'édition 1920
| \| Asuncion: · Olimpia · Nacional · Sol de América · Guaraní · Cerro Porteño · River Plate · Atlántida · Sastre Sport Asuncion Club Presidente Hayes \| Localisation des clubs engagés dans le championnat. |
| Asuncion: · Olimpia · Nacional · Sol de América · Guaraní · Cerro Porteño · River Plate · Atlántida · Sastre Sport Asuncion Club Presidente Hayes                                                           |

| Club                  | Stade | Capacité | Ville            |
| --------------------- | ----- | -------- | ---------------- |
| Atlántida Sport Club  | -     | -        | Asuncion         |
| Club Cerro Porteño    | -     | -        | Asuncion         |
| Club Guaraní          | -     | -        | Asuncion         |
| Club Libertad         | -     | -        | Asuncion         |
| Club Nacional         | -     | -        | Asuncion         |
| Club Olimpia          | -     | -        | Asuncion         |
| Club Presidente Hayes | -     | -        | Presidente Hayes |
| Club River Plate      | -     | -        | Asuncion         |
| Sastre Sport          | -     | -        | Asuncion         |
| Club Sol de América   | -     | -        | Asuncion         |

## Compétition

### Classement
| Rang | Équipe                | Pts | J  | G | N | P | Bp | Bc | Diff |
| ---- | --------------------- | --- | -- | - | - | - | -- | -- | ---- |
| 1    | Club Libertad         | 26  | 18 | . | . | . | .  | .  | 0    |
| 2    | Club Olimpia          | 25  | 18 | . | . | . | .  | .  | 0    |
| 3    | Club Cerro Porteño    | 21  | 18 | . | . | . | .  | .  | 0    |
| 4    | Atlántida Sport Club  | 17  | 18 | . | . | . | .  | .  | 0    |
| 5    | Club Presidente Hayes | 15  | 18 | . | . | . | .  | .  | 0    |
| 6    | Club Nacional         | 15  | 18 | . | . | . | .  | .  | 0    |
| 7    | Club Sol de América   | 15  | 18 | . | . | . | .  | .  | 0    |
| 8    | Club Guaraní          | 13  | 18 | . | . | . | .  | .  | 0    |
| 9    | Club River Plate      | 11  | 18 | . | . | . | .  | .  | 0    |
| 10   | Sastre Sport          | 11  | 18 | . | . | . | .  | .  | 0    |

| Légende : Qualifications et relégations | Légende : Qualifications et relégations |
| --------------------------------------- | --------------------------------------- |
|                                         | Champion du Paraguay                    |
|                                         | Relégation en deuxième division         |
|                                         | (T) : Tenant du titre (P) : Promus      |

## Bilan de la saison
| Championnat du Paraguay de football 1920                             |                          |
| Champion                                                             | Club Libertad (3e titre) |
| Promotions et relégations                                            |                          |
| Promus en Primera División                                           | Club Atlético Triunfo    |
| Relégués en Championnat du Paraguay de football de deuxième division | Sastre Sport             |